# Gasteracantha martensi
Gasteracantha martensi är en spindelart som beskrevs av Dahl 1914. Gasteracantha martensi ingår i släktet Gasteracantha och familjen hjulspindlar. Inga underarter finns listade i Catalogue of Life.